# 御年寄
御年寄（おとしより）は、江戸時代の江戸城大奥女中の役職名で、老女に包含される役職の一つ。将軍や御台所（将軍正室）への謁見が許される「御目見以上」の役職。なお、江戸城大奥以外の大名家奥向女中の役職名にも同様のものがあるが、本項では幕府女中の御年寄について扱う。

## 職務と立場
御年寄は大奥女中の位の中では第2位に当たるが、奥向の万事を差配する大奥随一の権力者で、表向の老中に匹敵する役職であった。基本的に、将軍付、御台所付とに大別される。ただし、将軍生母や将軍の子供など他の将軍家族の成員がいる場合はその家族付の御年寄がいることもある。江島生島事件の御年寄･絵島は、7代将軍家継生母･月光院付であった。御年寄の中でも時代によって権力や格式に格差があったが、将軍付の方が格上であったと言われている。
将軍付には年番と月番とがあり、月番は毎朝四ツ時（10時ごろ）に御殿向の「千鳥之間」に詰めて自身はそこを出ることなく、女中たちを呼びつけて一切を指図したという。夕方七ツ時（16時ごろ）になると部屋を退出したとされる。ちなみに御台所付は「千鳥之間」ではなく、御台所住居近くにある「老女衆詰所」に詰めていた。また、江戸時代後期になると御用掛という役目がつくられ、中奥役人との内談等の御用を担ったとされる。
時代によっては、幕府最高人事に老女が関与していたとされる。松平定信の老中就任を巡り、時の将軍であった徳川家斉より諮問を受けており、将軍付御年寄･滝川が将軍付上臈御年寄･高岳と共に、9代将軍徳川家重が将軍近親者が幕府要職に就くことを禁じたという理由で、定信の老中就任に対して反対意見を述べていたとされている。また、将軍の内意を御三家に内々に伝える役目を老女･大崎が担ったとされる。
奥向の公務の一つに将軍の夜伽に関するものがある。将軍は、将軍付御中﨟の中から夜伽の相手を選び、それを将軍付御年寄に伝えれば、その日の内にその御年寄が将軍の選んだ相手が寝所で待機するように指示を出した。その際、もし将軍の選んだ相手が御台所付御中﨟であった場合、将軍付御年寄が御台所付御年寄に掛け合うこととなっていた。自らの部下たる御中﨟が夜伽の相手に選ばれ懐妊し、更にはその子が将軍世嗣となり、後々その世嗣が将軍宣下を受けた場合、その御年寄は大奥内で大きな力を持つことが出来た。
また、江戸時代後期の将軍側室の一部に「御年寄上座格」が与えられる者もいた。しかしこれは、その女性が実際に御年寄の役職に就くというわけではない。先述したとおり、将軍の夜伽の相手は御中﨟から選ばれる。夜伽の後、懐妊となれば、その女中は「側室」とみなされるが、格式は御中﨟のままであった。そのため、給与面、格式面において御年寄ないし上臈御年寄に相当する待遇として、「御年寄上座格」が与えられたとされる。

## 格式
住居は、大奥女中たちが住まう「長局向」の中でも最も格式の高い「一之側」が割り当てられていた。「一之側」は畳数にしておよそ70畳程の広さがあったと言われている。一部屋に10間程度の座敷があり、厠、湯殿、台所なども備えられていたという。禄（給料）は主に「合力金」、「切米」、「炭」、「五菜銀」などが支給される他、引退後の屋敷や土地や地代も与えられたとされる。また外出時の格式は十万石相当のものだったと言われる。上級女中たちは、「部屋方」という使用人や、自分たちの代わりに外での買い物等の私用を引き受ける「五菜」という下働きを雇っていたとされるが、御年寄は大抵の場合、一人で「部屋方」を十数名ほど抱えていたという。

## 上臈御年寄との関係
公家（公卿）より御台所が降嫁する際に同伴してくる公家出身の女官たちは、大奥女中最高位の上臈御年寄の役に就いた。彼女たちは御台所や将軍の相談役を担い、大奥の典礼儀式を司った。公家出身であるため政治的権力は持っていないとされているが、5代綱吉付・右衛門佐、6代家宣と7代家継付・豊原、10代家治付・高岳、12代家慶付・姉小路は大きな影響力を持っていた上臈御年寄として知られている。

## 主な御年寄
- 矢島局
- 岡野
- 三沢局
- 絵島
- 瀧山
- 幾島